# Eremophila clarkei
Eremophila clarkei là một loài thực vật có hoa trong họ Huyền sâm. Loài này được Oldfleld & F.Muell. mô tả khoa học đầu tiên năm 1859.